# Tom Van Hyfte
Tom Van Hyfte, né le 28 avril 1986 à Gand en Belgique, est un footballeur belge. Il évolue au KFCO Beerschot Wilrijk au poste de milieu relayeur.

## Biographie

### En club
Il inscrit 10 buts en deuxième division néerlandaise avec le MVV Maastricht lors de la saison 2012-2013.
Avec le club du Roda JC, il dispute 64 matchs en première division néerlandaise, inscrivant 10 buts.